# Клариса де Медичи
Клариса де Мèдичи (на италиански: Clarice de' Medici), след брака Клариса Медичи-Строци (Clarice Medici-Strozzi; * 14 септември 1489, Флоренция, Флорентинска република; † 5 май 1528, пак там), е флорентинска аристократка, дъщеря на владетеля на Флоренция Пиеро II Злочестия.

## Произход
Тя е дъщеря на Пиеро де Медичи Глупавия или Злочестия (* 1472, † 1503), владетел на Флоренция (1492 – 1494), и на съпругата му Алфонсина Орсини (* 1472, † 1520). По бащина линия е внучка на главата на Флорентинската република Лоренцо Великолепни и на Клариса Орсини, на която е кръстена, а по майчина – на Роберто Орсини, граф на Талякоцо и Албе, Велик конетабъл на Неаполитанското кралство, и на Катерина Сансеверино от Неапол. Племенница е на папа Лъв X и на херцога на Немур и господар на Флоренция Джулиано де Медичи. Има един брат:
- Лоренцо II де Медичи (1492 – 1519), от 1516 г. до смъртта си де факто господар на Флорентинската република и от 1516 г. херцог на Урбино, баща на френската кралица Катерина де Медичи и вероятен баща на първия херцог на Флоренция Алесандро де Медичи.

## Биография
Клариса де Медичи е родена във Флоренция. В някои източници годината на нейното раждане е 1493 или 2 септември 1489 г., но в книгата на църковните актове, запис, направен в деня на кръщението ѝ, ни позволява да се приеме, че точната дата на нейното раждане е 14 септември 1489 г.
През 1494 г. Медичите са изгонени от флорентинците, водени от противника им Пиеро Содерини. През 1508 г. Клариса, заедно с брат си и майка си, се установява при роднини в Рим. Кардинал Джовани де Медичи, който е неин чичо, се надява да върне семейство Медичи във Флоренция чрез брака на своята племенница. Първоначално той мисли да я омъжи за граф Балдасаре Кастильоне, но след това избира кондотиера Филипо Строци Млади, който произхожда от знатно семейство на флорентински банкери. Посредник между семействата Медичи и Строци е Бернардо Ручелай, който е главата на семействата и който е в опозиция на Пиеро Содерини, и се застъпва за връщането на Медичите във Флоренция.
През юли 1508 г. в Рим страните сключват брачно споразумение, според което зестрата на Клариса възлиза на 7000 флорина. Брачният съюз между представители на семействата Медичи и Строци предизвиква голямо недоволство у Пиеро Содерини, който разбира опасността от този съюз за властта му във Флоренция. Доживотният гонфалониер на Флорентинската република планира да ожени своя племенник Джованбатиста за Клариса и за тази цел търси посредничество на Лукреция де Медичи, нейна леля.
Предполага се, че Николо Макиавели е написал обяснение за правилността на забраната, наложена от Флорентинската република върху брака на Клариса и Филипо. В него се казва, че булката, като дъщеря на враг на републиката, вече е враг на републиката и всеки, който се ожени за нея, също трябва да се счита за враг на републиката. През декември 1508 г. Флоренция издава забрана за присъствието на Филипо в града. През февруари 1509 г. осемте гвардейци и балии на Флоренция го осъждат на десет години изгнание в Неапол и глоба от 500 флорина. На семейство Строци е забранено да му помага. Всички знатни семейства във Флоренция, които пожелават да изразят несъгласието си с действията срещу Филипо, са обвинени в неблагонадеждност. Недопустимостта на подобно поведение е изтъкната пред ръководството на републиката от папа Юлий II, който след смъртта на бащата на Клариса през 1503 г. е неин официален настойник. Флоренция не е съгласна с намесата на понтифика във вътрешните работи на републиката.
Въпреки съпротивата на Пиеро Содерини бракът на Филипо и Клариса укрепва политическата позиция на семейство Медичи и финансовото състояние на семейство Строци. Двойката има седем сина и три дъщери. Освен тях Клариса отглежда Катерина де Медичи – дъщеря на покойния ѝ брат Лоренцо II и бъдеща кралица на Франция, Алесандро де Медичи – извънбрачен негов син или син на Джулио де Медичи, и Иполито де Медичи – извънбрачен син на Джулиано II. След като става папа под името Климент VII, Джулио де Медичи през 1525 г. нарежда на Алесандро и Иполито да напуснат къщата на Строци в Рим и да пристигнат във Флоренция, която се управлява от негово име от кардинал Силвио Пасерини. Оттогава отношенията между Клариса и папата започнаха постепенно да се влошават. Преди това между тях е имало разногласия заради наследството, което Клариса поисква след смъртта на родителите си. Тя не получава от Климент VII и ранг кардинал за сина си Пиеро. Клариса не споделя желанието на папата да установи във Флоренция управлението на нелегитимните представители на фамилията Медичи – Алесандро и Иполито, в ущърб на правата на законната Катерина.
През април 1527 г. във Флоренция избухва въстание срещу властта на протежето на Климент VII. Възползвайки се от това, Клариса издейства от папата връщането на съпруга си от Неапол, където той е изпратен от папата при вицекраля Шарл дьо Ланоа като заложник. Филипо Строци е откупен с пари от папската хазна. През май 1527 г., заедно със съпруга и децата си, Клариса напуска Рим за Флоренция. По пътя семейство Строци е придружено от военен отряд, първо под командването на кондотиера Ренцо де Чери, а след това – на Антонио Дория.
На 19 май 1527 г. Клариса и Силвио Пасерини се срещат в двореца на Медичите във Флоренция, което завършва с кавга. Клариса заема страната на привържениците на републиката и отказва да признае възстановяването на управлението на семейство Медичи в лицето на извънбрачните потомци Алесандро и Иполито. Разчитайки на подкрепата на повечето благороднически семейства, тя инструктира съпруга си да отстрани кардинал Силвио Пасерини от властта и да придружи Катерина де Медичи до Рим, заедно с Алесандро и Иполито де Медичи. Те обаче бягат в Лука. Клариса взима племенницата си Катерина под своя защита. Тя я настанява във Вилата на Медичите в Поджо а Каяно, след това в манастира Света Лукия и след това в Абатството на Муратите.
34-годишната Клариса умира на 5 май 1528 г. във Флоренция след неуспешен аборт.

## Брак и потомство
∞ 1508 за Филипо Строци (* 4 януари 1489, Флоренция; † 18 декември 1538, Флоренция), кондотиер, политик и банкер от фамилията Строци, от когото има седем сина и три дъщери:
- Пиеро Строци (* ок. 1510, Флоренция; † 21 юни 1558, Тионвил, Франция), барон на Еперне, кондотиер, маршал на Франция (1544); ∞ 1539 за Лаудомия де Медичи (* 1518, Флоренция; † 1583, вероятно Париж), дъщеря на Пиерфранческо де Медичи Млади и Мария Содерини, от която има син (кондотиера Филипо Строци) и дъщеря.
- Роберто Строци († 1566), барон на Колалто, приятел на Микеланджело, след 1547 банкер в Лион; ∞ 1539 за Мадалена де Медичи (* 1523, † 1583), дъщеря на Пиерфранческо де Медичи Млади и Мария Содерини, от която има 8 деца.
- Мария Строци, ∞ за Лоренцо Ридолфи
- Леоне Строци (* 18 октомври 1515, † 28 юни 1554), кондотиер, рицар на Малтийския орден, 1544 посланик на Малтийския орден в Константинопол, адмирал на френския флот, бездетен
- Джулио Строци († 1537, Падуа), бездетен
- Винченцо Строци († 1537), бездетен
- Алесандро Строци († 1541, Рим), бездетен
- Луиджа Строци († 1534), ∞ за Луиджи Капони
- Мадалена (Адалена) Строци, ∞ за граф Фламинио дел Ангуилара († май 1560, Джерба), господар на Стабия
- Лоренцо Строци (* 3 декември 1513, Флоренция; † 14 декември 1571, Авиньон), абат, 1548 епископ, 15 март 1557 кардинал, 1561 архиепископ на Алби, 1562 архиепископ на Екс ан Прованс

- Децата на Клариса
- Пиеро
- Роберто
- Леоне
- Лоренцо

Освен тях Клариса отглежда Катерина де Медичи – дъщеря на покойния ѝ брат Лоренцо II де Медичи и бъдеща кралица на Франция, Алесандро де Медичи – негов извънбрачен син или на Джулио де Медичи, и Иполито де Медичи – извънбрачен син на Джулиано II.
- Катерина де Медичи
- Алесандро де Медичи
- Иполито де Медичи